# Timo Röttger
Timo Röttger (Waldbröl, Alemania, 12 de julio de 1985) es un exfutbolista alemán que jugaba de delantero.

## Trayectoria
Röttger jugó en el SV Wiedenest y el TuS Wiehl, hasta que en 2000 fichó por el Bayer 04 Leverkusen. En la temporada 2005-06 disputó 34 partidos con el filial del Leverkusen en la liga regional. Las campañas 2006-07 y 2007-08 jugó con el SC Paderborn 07 en la segunda división alemana. En 2008 firmó un contrato por dos años con el Dinamo Dresde.

## Selección nacional
Röttger fue internacional sub-20 con Alemania.

## Clubes
| Club                    | País     | Año       |
| ----------------------- | -------- | --------- |
| Bayer 04 Leverkusen II  | Alemania | 2004-2006 |
| S. C. Paderborn 07      | Alemania | 2006-2008 |
| Dinamo Dresde           | Alemania | 2008-2011 |
| R. B. Leipzig           | Alemania | 2011-2014 |
| F. C. Viktoria Colonia  | Alemania | 2014-2015 |
| SG Sonnenhof Großaspach | Alemania | 2015-2020 |